# 三線異齒䲁
三線異齒䲁（學名：Ecsenius trilineatus），又稱三線無鬚䲁，為輻鰭魚綱鳚形目䲁科異齒䲁屬的一種，分布於西太平洋印尼摩鹿加群島、新幾內亞及所羅門群島海域，深度2至10公尺，本魚體延長，稍側扁，似圓柱狀；頭鈍短。前鼻孔具一鼻鬚；無眼上鬚及頸鬚，後犬齒，兩側各一個，側線無垂直孔對，身體上有三條深褐色條紋，通常向後延伸，條紋之間有一排排白色斑點，胸鰭基部有兩條褐色線條。眼睛有金色的虹膜和精細的黑色和金色輻條狀圖案，體長可達3公分，棲息在水淺的潟湖及臨海礁石區，雌魚產附著性卵，雄魚有護卵行為，幼魚為浮游性，生活習性不明，可做為觀賞魚。